# Transportgeschwader 4
A Transportgeschwader 4 foi uma asa de transporte aéreo da Luftwaffe, durante a Alemanha Nazi. Das várias aeronaves que poderá ter usado, sabe-se com certeza que operou aviões de transporte Lioré et Olivier LeO 45.

## Geschwaderkommodore
- Oberst Richard Kupschus, Maio de 1943 - 1944[2]
- Major Reimann, 1944 - 20 de outubro de 1944[2]